# La Boîte de chocolats
Pour le téléfilm, voir La Boîte de chocolats (téléfilm).
La Boîte de chocolats (The Chocolate Box) est une nouvelle policière d'Agatha Christie mettant en scène le détective belge Hercule Poirot.
Initialement publiée le 23 mai 1923 dans la revue The Sketch au Royaume-Uni, cette nouvelle a été reprise en recueil en 1925 dans Poirot Investigates aux États-Unis. Elle a été publiée pour la première fois en France dans la revue Mystère magazine en juin 1964, puis dans le recueil Le Bal de la victoire en 1979.
Cette nouvelle est l'une des rares histoires où Hercule Poirot admet ne pas avoir réussi son enquête. De plus, l'histoire nous emmène du temps où Poirot était simple policier en Belgique.

## Résumé
Hercule Poirot raconte à Hastings l'un de ses échecs. Alors qu'il était encore dans la police, il avait reçu la visite d'une femme qui lui demande d'enquêter sur la mort de M. Déroulard, un adversaire du catholicisme.

## Personnages
- Hercule Poirot
- Inspecteur Japp
- M. Déroulard (la victime)
- La mère de M. Déroulard
- Virginie Mesnard
- M. de Saint-Alard

## Publications
Avant la publication dans un recueil, la nouvelle avait fait l'objet de publications dans des revues, dans la série « The Grey Cells of Mr Poirot I » :
- le 23 mai 1923, au Royaume-Uni, sous le titre « The Clue of the Chocolate Box », dans le no 1582 (vol. 122) de l'hebdomadaire The Sketch[2],[3] ;
- en février 1925, aux États-Unis, dans le no 4 (vol. 40) de la revue Blue Book Magazine[2] ;
- en novembre 1962, aux États-Unis, sous le titre « The Time Hercule Poirot Failed », dans le no 228 (no 5, vol. 40) de la revue Ellery Queen's Mystery Magazine[4] ;
- en juin 1964, en France, sous le titre « L'échec d'Hercule Poirot », dans le no 197 de la revue Mystère magazine[5].

La nouvelle a ensuite été publiée dans des recueils :
- en 1925, aux États-Unis, dans Poirot Investigates[2] (avec 13 autres nouvelles) ;
- en 1974, au Royaume-Uni, dans Poirot's Early Cases[2],[6] (avec 17 autres nouvelles) ;
- en 1979, en France, dans Le Bal de la victoire[5] (recueil ne reprenant que 15 des 18 nouvelles du recueil britannique de 1974, différentes de la sélection du recueil américain) ;
- en 1990, en France, dans la réédition de Les Enquêtes d'Hercule Poirot (reprenant la composition du recueil américain de 1925).

## Adaptation
- 1993 : La Boîte de chocolats (The Chocolate Box), téléfilm britannique de la série télévisée Hercule Poirot (39e épisode, 5.06), avec David Suchet dans le rôle principal.